# آکیکو نیشینا
آکیکو نیشینا (انگلیسی: Akiko Nishina؛ زادهٔ ۳ آوریل ۱۹۵۳) بازیگر، و بازیگر سینما اهل ژاپن است.